# Voice over Internet Protocol

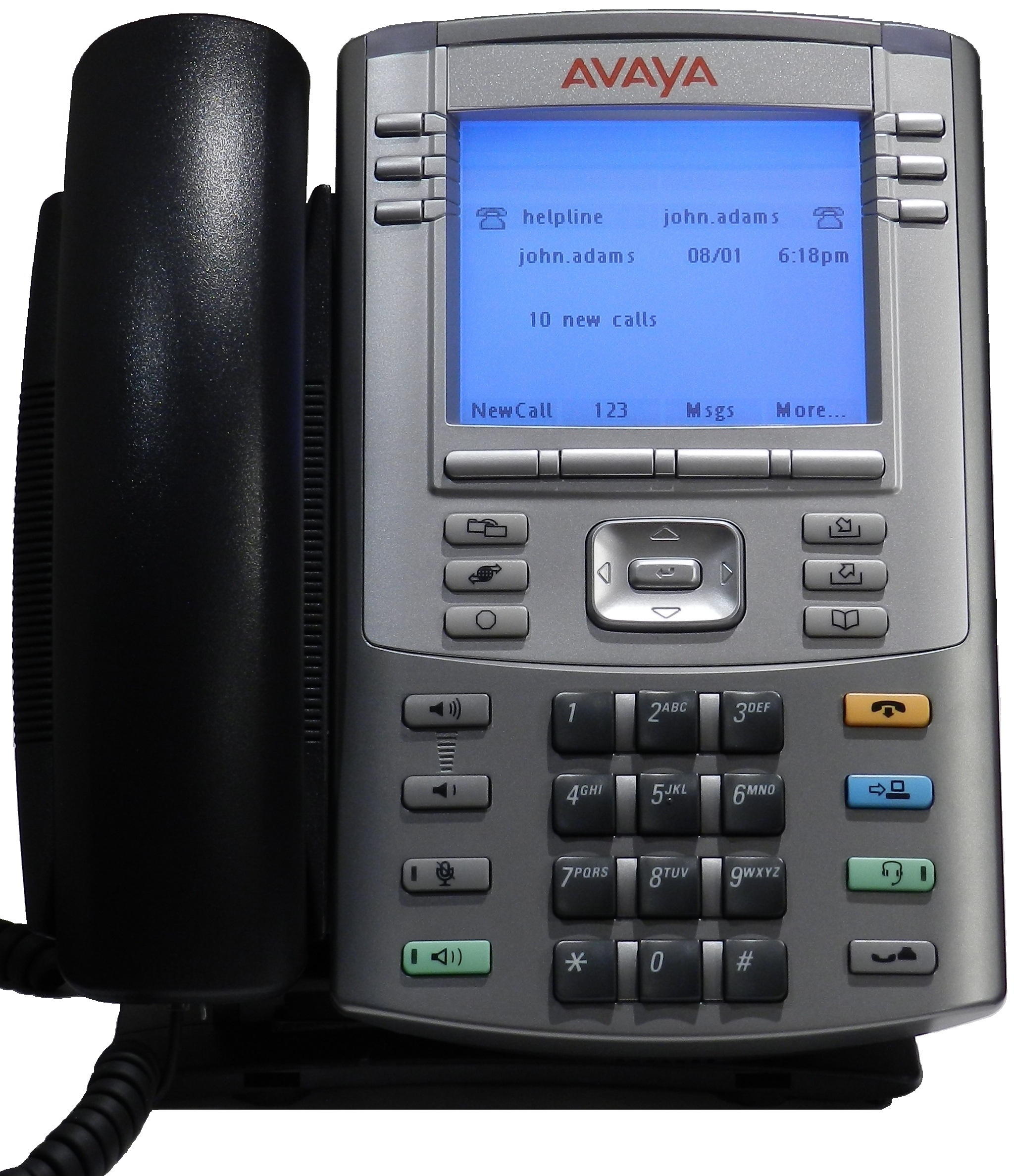
1140E IP Phone

Voice over Internet Protocol (zkratkou VoIP) je technologie, umožňující přenos digitalizovaného hlasu v těle paketů rodiny protokolů UDP/TCP/IP prostřednictvím počítačové sítě nebo jiného média, prostupného pro protokol IP.
Využívá se pro telefonování prostřednictvím Internetu, intranetu nebo jakéhokoliv jiného datového spojení.
Nutnou podmínkou pro srozumitelné a spolehlivé VoIP telefonní spojení je zajištění tzv. kvality služby, zkráceně označované QoS.

## Historie
Telefonie se vyvíjela od analogové přes digitální až po bezdrátovou a VoIP. Převratné generační změny proběhly ve druhé polovině dvacátého století. Rozvoj VoIP se datuje od poslední dekády dvacátého století. Pro podrobnější informace o vývoji viz heslo Telefonie.

## Protokoly VoIP
Jak už bylo zmíněno výše, pro přenos hlasu se používá na třetí vrstvě OSI modelu protokol IP, na čtvrté vrstvě protokol UDP. V těle jednotlivých UDP datagramů se kromě dalších údajů přenáší malý úsek telefonního hovoru, zakódovaný podle určitého pravidla (algoritmu) k dosažení úspory objemu přenášených dat. Kódovací a dekódovací algoritmy, zkráceně kodeky, mají různá označení (G.711, G.722, G.723, G.726, G.729, …) a jsou standardizovány a ze značné části i patentovány. Kvalitní kodek speciálně vyvinutý pro VoIP a neomezovaný softwarovými patenty je například SPEEX a kodek iLBC (jak plyne z názvu, a absence prefixu G., nejsou tyto protokoly standardizovány organizací ITU).
Kromě UDP datagramů, nesoucích o vrstvu výš v RTP zapouzdřené úseky vlastního hovoru, zahrnuje VoIP přenos ještě další pakety. Jsou to např. ICMP pakety a též datagramy TCP a UDP. Ty řídí přenos, nesou telefonní signalizaci, ověřují dostupnost komunikujících zařízení atd.
Rozbor protokolů samozřejmě nekončí na čtvrté vrstvě. Jak bylo naznačeno, na páté vrstvě obsahují hovorové UDP datagramy protokol RTP (Real Time Protocol) a ten teprve má jako náklad v sobě zakódované kousky hovoru (obvykle 20 nebo 30 ms fragmenty).
Celá rodina VoIP protokolu není jediná, ale má řadu variant (implementací), lišících se podle standardu, použitého pro VoIP spojení. V současnosti jsou nejběžnější H.323, který je však na ústupu, a SIP. Používají se i speciální firemní protokoly, jako např. Skinny (Cisco) nebo HFA (Siemens). Zajímavým protokolem je - protokol softwarových ústředen Asterisk. Obecně lze říct, že mají podobný přenos hovoru pomocí proudu krátkých úseků nesených v RTP, ale liší se ve službách a signalizaci.
Nejsložitější a nejvíce pokročilý (protože je nejstarší) je pravděpodobně H.323, nejvíce perspektivní je SIP. Velkou výhodu má SIP např. v tom, že prochází bez větších potíží přes místo, kde v síti probíhá překlad adres NAT. Existuje několik způsobů, jak dosáhnout průchodu komunikace typu SIP přes problémová místa v síti. SIP je obyčejný textový protokol, jako HTTP, FTP nebo Telnet...

## Zařízení
Nejzákladnější VoIP sestava pro uskutečnění jednoduchého hovoru zahrnuje dvě VoIP koncová zařízení a spojovací médium. V praxi přistupuje řada dalších zařízení, umožňujících rozšíření funkcí a dostupnost různých služeb: hlasové brány (VoIP gateway u SIP), vrátný (gatekeeper u H323), konferenční jednotka (MCU) atd.

### Řídící a zprostředkující zařízení
- komunikační server
- SIP proxy server
- konferenční jednotka MCU
- VoIP vrátný - gatekeeper
- VoIP brána, zvaná též VoIP gateway

### Koncová zařízení
Koncovými zařízeními mohou být
- hardwarově řešené IP telefony,
- VoIP adaptéry - jistá zmenšená podoba VoIP brány, určená jen pro koncové zařízení typu analogový telefon, fax apod.,
- softwaroví klienti na běžném počítači se zvukovou kartou.

### Médium
Médiem může být téměř cokoliv, co přenese data mezi oběma komunikujícími zařízeními. Podmínkou je splnění tzv. VoIP kritérií sítě, která mimo jiné stanovují dovolené zpoždění při přepravě paketů, variaci zpoždění - tzv. jitter, ztrátovost, minimální šířku pásma a některé další méně významné vlastnosti.
V praxi to může být:
- křížený kabel typu Ethernet
- síťový přepínač
- místní síť (LAN)
- síť WAN atd.

### Zařízení a poskytovatel
Ne všechna VoIP zařízení musí patřit uživateli.
V souvislosti s otevřením trhu VoIP služeb vznikl nový druh poskytovatele, tzv. VoIP poskytovatel nebo VoIP operátor. Nabízí svoje řídící a zprostředkující zařízení a často i přivedení média (internetového rozhraní) k uživateli. Tomu pak zůstává úkol vybrat si vhodné koncové zařízení a využít nabízených služeb. Obchodní spojení IPTV, VoIP a přístupu k Internetu je označováno jako služba Triple Play (se současným mobilním přístupem pak Quadruple Play).

## Problémy VoIP
Technologie VoIP má stále několik nevýhod, které způsobily v mnohých přesvědčení, že není hodna velkému rozšíření. Na druhé straně, spousta průmyslových analytiků předpovídala, že v telefonních ústřednách překročí počet dodaných připojení na technologii IP počet nových klasických digitálních portů už v roce 2005. V USA se tak stalo v polovině roku 2006, ve spoustě dalších zemích se tento přelom teprve očekává.

### Faxy
Jednou z nevýhod jsou problémy při odesílání faxových zpráv kvůli softwarovým a síťovým omezením ve většině domácností. Existuje však snaha definovat alternativní řešení přenosu faxů přes IP, jmenovitě protokol T.38. Jiná možnost je považovat faxový systém za systém přenosu zpráv, který nevyžaduje přenos dat v reálném čase – jako např. přenos faxu jako přílohy e-mailu, případně vzdálený tisk. Koncový systém může uložit kompletní zprávu do vyrovnávací paměti před jejím zobrazením nebo tiskem.

### Připojení k Internetu
Dalším nedostatkem VoIP služeb je (s výjimkou např. vnitrofiremních sítí) jejich závislost na další samostatné službě - internetovém připojení. Kvalita a celková spolehlivost telefonického spojení přes VoIP je velmi závislá od kvality, spolehlivosti a rychlosti použitého internetového připojení. Zejména vysoké latence v sítích mohou vést k výraznému snížení kvality hovoru a způsobit jisté problémy, jako např. ozvěny.
Přesto VoIP není vždy závislé na internetovém připojení. Existují technologie umožňující použít VoIP i přes běžné telefonní linky či pronajaté hlasové nebo datové okruhy (např. PCM toky - v USA linky typu T1, v Evropě hierarchie E1). To je však používáno velmi zřídka.
Mnozí uživatelé VoIP stále provozují i tradiční analogové telefonní linky, které umožňují tísňová volání a také bez problémů používat tradiční faxové přístroje. Fax lze přenášet i přes VoIP cestu, s nekomprimovaným kodekem G711, případně s podporou protokolu T.38, pokud jej podporuje SIP VoIP zařízení a TSP (operátor).

### Požadavky na připojení k Internetu
Na veškeré VoIP protokoly (včetně nejnáročnějších G711 a G722 - 64 kbit/s, skutečná zátěž je zde cca 90 kbit/s) s rezervou dostačuje připojení 100/100 kbit/s a kvality ADSL.
Problematická může být konektivita WiFi s výpadky paketů (packet losses), proto požadujte dostatečné záruky minimální šířky pásma a ztráty paketů u poskytovatelů WiFi.

### Výpadky elektřiny
Další nevýhodou VoIP je neschopnost uskutečňovat telefonní hovory během výpadku napájení, tento problém však existuje i u mnohých analogových telefonů (např. přenosné DECT přístroje, přístroje s pokročilými funkcemi apod., pro které nestačí napájení z telefonní ústředny) a dá se vyřešit bateriovým zálohováním. Stejně tak v mnohých instalacích existuje možnost automatického přesměrování na jiné telefonní číslo (např. na mobilní telefon) v případě nefunkčnosti zařízení.

### Problémy s implementací
Vzhledem k tomu, že UDP neposkytuje mechanismus, který by zabezpečil, že datové pakety budou doručeny ve správném pořadí, nebo poskytl garanci kvality služby (Quality of Service), zavedení VoIP čelí problémům s latencí (zpožděním) a jitterem (kolísáním zpoždění). To je obzvlášť citelné při spojeních, kde část trasy probíhá přes satelitní spoje (kvůli dlouhému času šíření signálu). Přijímací uzel se potýká se ztrátou, přehazováním či se zpožděním jednotlivých paketů, přesto však musí zabezpečit co nejlepší kvalitu výsledného hlasového toku. Proto využívá vyrovnávací paměť (buffer), díky čemuž přijímané pakety nejdou na výstup hned, ale zapisují se nejdříve do paměti, ze které se potom mohou číst ve správném pořadí, což však dále zvyšuje zpoždění.
Další starostí je směrování provozu přes firewally a překlad adres. Zařízení nazvané Session Border Controller se používají při firewallech na zabezpečení VoIP hovorů do a z chráněné podnikové sítě. Skype využívá protokol umožňující směrovat hovory přes jiné uzly v síti Skype, čímž se překonává symetrický NAT a firewally. Standardní řešení využívají protokoly jako STUN, ICE a proxy servery.

### Nezájem domácích uživatelů
VoIP nevyžaduje nutně širokopásmové připojení k Internetu, nicméně takové připojení umožňuje dosáhnout lepší kvality služby. Velká část domácích uživatelů je dnes připojená přes DSL, které vyžadovalo klasickou telefonní linku. Nutnost platit za dvě telefonická připojení historicky zredukovalo potenciální okruh zákazníků z řad domácích uživatelů. I když již existuje nabídka internetového připojení přes DSL bez nutnosti platit za klasickou hlasovou službu (často to bylo třeba nařídit zákonem vzhledem k existenci monopolů v dané oblasti), ceny klasických hlasových služeb už nejsou tolik odlišné od cen VoIP služeb, aby došlo k masivnímu přesunu zákazníků k VoIP.

### Spolehlivost a kvalita služby
Různá širokopásmová připojení mají kvalitu nižší než by bylo třeba. Jak se IP pakety ztrácejí nebo zpožďují na libovolném místě v síti mezi koncovými uzly, dochází k výpadkům hlasu. Výsledná kvalita zvuku proto často připomíná spíše GSM v prostředí se slabým signálem než klasickou telefonní linku (kde je přenosová kapacita garantovaná). Tento stav je pozorovatelný především ve velmi zatížených sítích, případně při velkých vzdálenostech a velkých počtech směrovačů na trase. Postupem času se sice situace vylepšuje, konečné řešení je však ještě v nedohlednu.

### Tísňová volání
Povaha protokolu IP prakticky znemožňuje přesné geografické zaměření uživatelů. Tísňová volání proto nemohou být jednoduše přesměrovány na nejbližší operační středisko záchranného systému. Když není volající schopný udat svoji adresu, nemusí být možné najít ho jiným způsobem. Poskytovatelé VoIP v EU i v ČR tyto funkce umožňují zákonnou povinností (ZOEK) registrací telefonní linky na konkrétní adresu a telefonní obvod (UTO), anebo přidělením negeografického čísla (v ČR prefix 910).
Jiná je situace při podnikových pobočkových ústřednách založených na IP, ty obyčejně nemají žádné problémy s implementací tísňových volání.

### Konkurence mobilních telefonů
Telekomunikační operátoři a zákazníci investovali obrovské množství finančních prostředků do mobilních telefonů a souvisejících zařízení. V rozvinutých zemích dosáhly mobilní telefony téměř úplné penetrace trhu a mnoho lidí používá místo klasické pevné linky výhradně mobily. Za této situace není zřejmé, zda dojde k nárůstu poptávky po VoIP mezi spotřebiteli, dokud nebudou mít bezdrátové datové sítě podobné pokrytí jako mobilní sítě. V současnosti probíhá však i vývoj technologií jako UMA, které umožní použití "obojživelných" mobilních telefonů (telefon se při nalezení bezdrátového připojení k Internetu přepne ze sítě mobilního operátora do VoIP sítě).

### Bezpečnost
Většina běžných spotřebitelských řešení VoIP zatím nepodporuje šifrování. Proto pro odposlouchávání platí totéž, co pro jiné datové přenosy (např. posílání elektronické pošty) - pro síťové uzly na cestě paketů mezi dvěma účastníky je případný odposlech velmi triviální. Zatím jen málo zařízení podporuje účinné kryptování provozu, natož aby mohlo být použito. Musí ho podporovat koncová zařízení obou (resp. při konferenčních hovorech všech) účastníků komunikace. Update 2008: před koupí nového VoIP zařízení se ujistěte, že zařízení podporuje SRTP (Secure RTP), pokud chcete dbát na bezpečnost.
U SW aplikací používejte ZRTP, který nabízí větší bezpečnost než SRTP. Je možné stáhnout aplikaci Zfone, která funguje s libovolnou SIP aplikací a zajistí šifrování hovorů.
Pro zavedení do podniku se často využívá technologie Voice VPN, která podobně jako při běžných VPN sítích aplikuje na tok (hlasových) dat šifrování s použitím technologie IPSec.

### Zobrazení čísla účastníka
Podpora zobrazování čísla volajícího účastníka (CLIP) je u různých poskytovatelů IP telefonie odlišná - někteří ho podporují úplně, jiní ne, což způsobuje, že se volané straně číslo nemůže zobrazit. V některých případech nedostatečné zabezpečení sítě poskytovatele umožňuje "nafixovat" poskytované číslo, což má za následek možnost při volání do klasické sítě "tvářit se" jako úplně jiný účastník.

### Telefonní podvody
Problémem VoIP telefonie je nebezpečí internetového napadení různých VoIP zařízení (telefonu, brány, ústředny, ...), které útočník podvodně použije k realizaci drahých zahraničních hovorů (VoIP fraud). Ty jsou prováděny pod tel. číslem volajícího napadeného zákazníka, po kterém je požadována jejich úhrada. Účastníkovi VoIP sítě tak může vzniknout škoda v desítkách tisíc Korun. Obětí podvodu pak je účastník i jeho VoIP operátor nebo další operátoři v cestě hovoru od účastníka až po profitujícího pachatele podvodu. Resp. obětí je ten článek hovorové cesty, který zaplatí cenu za nákup podvodných hovorů, ale sám za ně nedostane zaplaceno. Všechny další články hovorové cesty ve směru k pachateli na VoIP podvodu většinou participují ve formě své marže. Pachatelem jsou někteří operátoři působící na trhu s mezinárodními hovory.
Všichni velcí operátoři proto provozují drahý a komplikovaný SW (VoIP honeypot a VoIP antifraud). Nebezpečí telefonních podvodů proto podléhají hlavně střední a malí VoIP operátoři i jejich zákazníci. Ti nemívají potřebné znalosti ani drahé technické prostředky, neboť VoIP telefonii často poskytují jen jako doplněk k poskytování internetových přípojek.

## Programy - SW klienti IP telefonie
Existuje velké množství programů, umožňujících využití technologie VoIP.

### Pro počítač
- Ekiga (H.323 a SIP, videohovory)
- Empathy (SIP, XMPP pro linux)
- wxCommunicator

### Pro mobil
- SipDroid

### Pro obojí
- Facebook Messenger
- WhatsApp
- Skype (používá proprietární, s nikým jiným nekompatibilní protokol, šifrovaný, ale kvůli uzavřenosti nelze říci, zda a kdo může hovor dešifrovat. Vyžaduje přihlášení na Skype server, tudíž není možné Skype používat bez spojení do internetu, tj. pouze v lokální síti - LAN)
- Microsoft Teams
- linphone

Následující jsou spíše skupinová SW VoIP řešení s architekturou (Klient–server) používají v zásadě svůj protokol.
 Serverová část je také ke stažení a tím se celé řešení obejde i bez připojení na internet.
Tyto aplikace se využívají často při hraní online PC her díky nenáročnosti na HW i připojení a díky možnostem práce s kanály (channel - místnostmi), jako je udělování práv a vstupu na heslo.
- TeamSpeak (uživatelsky nejpřívětivější, ale nemá funkci samonastavení jako Skype, které vám automaticky reguluje hlasitost apod.)
- Ventrilo
- Mumble (opensource, multiplatformní - Linux, Mac, Windows)